# Lijst van rijksmonumenten in Koudekerke
De plaats Koudekerke telt 13 inschrijvingen in het rijksmonumentenregister. Hieronder een overzicht.
| Object                          | Oorspronkelijke functie?  | Bouwjaar       | Architect | Locatie                 | Coördinaten?                  | Nr.?   | Afbeelding                    |
| ------------------------------- | ------------------------- | -------------- | --------- | ----------------------- | ----------------------------- | ------ | ----------------------------- |
| Het Hof van Krien van Floor     | Woonhuis                  | 1658           |           | Dishoekseweg 30         | 51° 28' 26" NB, 3° 32' 23" OL | 36860  | Meer afbeeldingen             |
| Michaëlskerk                    | Kerk en kerkonderdeel     | begin 17e eeuw |           | Dorpsplein 1            | 51° 28' 57" NB, 3° 33' 15" OL | 36861  | Meer afbeeldingen             |
| Molen 'De Lelie'                | Industrie- en poldermolen | 1872           |           | Middelburgsestraat 110  | 51° 28' 55" NB, 3° 33' 44" OL | 36862  | Meer afbeeldingen             |
| Huis 'Der Boede'                | Kasteel, buitenplaats     | 1733           |           | Vlissingsestraat 19     | 51° 28' 23" NB, 3° 33' 41" OL | 36863  | Meer afbeeldingen             |
| Vliedberg                       | Archeologisch monument    |                |           | Meinersweg              | 51° 29' 47" NB, 3° 34' 2" OL  | 46139  | Meer afbeeldingen             |
| Woonhuis bij boerderij          | Woonhuis                  | 1875           |           | Vlissingsestraat 23     | 51° 28' 18" NB, 3° 33' 39" OL | 507646 | Upload foto                   |
| Dwarsdeelschuur van boerderij   | Boerderij                 | 1875           |           | Vlissingsestraat 23     | 51° 28' 18" NB, 3° 33' 39" OL | 507648 | Dwarsdeelschuur van boerderij |
| Varkenshok bij boerderij        | Boerderij                 | 1875           |           | Vlissingsestraat 23     | 51° 28' 18" NB, 3° 33' 39" OL | 507649 | Upload foto                   |
| Huis 'Ter Schelde'              | Woonhuis                  | 1910           | E. Knevel | Vlissingsestraat 40     | 51° 28' 12" NB, 3° 33' 29" OL | 507650 | Huis 'Ter Schelde'            |
| Huis 'Moesbosch'                | Kasteel, buitenplaats     | 1871           |           | Vlissingsestraat 28     | 51° 28' 23" NB, 3° 33' 30" OL | 519309 | Meer afbeeldingen             |
| Park bij huis 'Moesbosch'       | Tuin, park en plantsoen   |                |           | Vlissingsestraat bij 28 | 51° 28' 19" NB, 3° 33' 31" OL | 519310 | Meer afbeeldingen             |
| Koetshuis bij huis 'Moesbosch'  | Bijgebouwen kastelen enz. | 1692           |           | Vlissingsestraat bij 28 | 51° 28' 22" NB, 3° 33' 30" OL | 519311 | Meer afbeeldingen             |
| Grafkelder bij huis 'Moesbosch' | Tuin, park en plantsoen   | 1812           |           | Vlissingsestraat bij 28 | 51° 28' 19" NB, 3° 33' 37" OL | 519312 | Meer afbeeldingen             |